# Polygala khasiana
Polygala khasiana är en jungfrulinsväxtart som beskrevs av Justus Carl Hasskarl. Polygala khasiana ingår i släktet jungfrulinssläktet, och familjen jungfrulinsväxter. Inga underarter finns listade i Catalogue of Life.